# Rolls-Royce Eagle XVI
Роллс-Ройс Ігл XVI (англ. Rolls-Royce Eagle XVI) — британський експериментальний авіаційний двигун, розроблений фірмою Rolls-Royce Limited. Роботи над ним були припинені на етапі стендових випробувань, оскільки пріоритет був відданий паралельній розробці Kestrel.

## Історія
Поява двигуна Curtiss D-12 та придбання ліцензії на його виробництво фірмою Fairey спонукали Міністерство авіації замовити фірмі Rolls-Royce розробку нового двигуна для винищувачів. З точки зору Міністерства, в країні було забагато фірм, що виробляли двигуни, і воно не підтримало ініціативу Fairey. Rolls-Royce розробили двигуни двох типів: перший, позначений літерою F, згодом ста відомим як Kestrel, а другим був Eagle XVI.

## Конструкція і розробка
Розроблений Генрі Ройсом, Eagle XVI став повністю новою конструкцією, ніяк не пов’язаною з попередніми моделями Eagle. Він вирізнявся чотирма блоками циліндрів, розташованими під прямим кутом один до одного, утворюючи правильний хрест; суміжні блоки були зміщені один відносно одного так, що циліндри розташовувались у шаховому порядку. Клапани (по 4 на кожний циліндр) приводилися в рух одним розподільним валом (схема SOHC). Картер і блоки циліндрів відливалися з алюмінієвого сплаву. Оскільки компоновка двигуна не давала можливості використовувати звичайну мотораму, на стенді його встановлювали на дві конічні підставки, прикріплені до картеру.
Перший запуск відбувався без нагнітача, з імпровізованим карбюратором та впускним колектором. З таким обладнанням двигун працював не дуже добре через недостатню подачу палива, однак коли було змонтовано нагнітач і відповідний карбюратор (взятий з дослідного зразка Kestrel), він запустився нормально і розвинув 500 к.с. (373 кВт) на динамометрі. Незважаючи на це, двигун не був схвально прийнятий авіаційною промисловістю, оскільки при встановленні на типовий винищувач він затуляв би пілоту передній огляд. Проект був закритий, а зусилля розробників зосередилися на Kestrel.
Eagle XVI, як і Crecy, став одним з небагатьох проектів авіаційних двигунів фірми Роллс-Ройс, які ніколи не піднімалися в повітря, однак варто зазначити, що X-подібне компонування пізніше використовувалося в двигунах Vulture та Exe.

## Специфікація Eagle XVI
Шаблон:Pistonspecs

### Схожі двигуни
- Napier Cub